# Ekeby landsfiskalsdistrikt
Ekeby landsfiskalsdistrikt var 1918–1964 ett landsfiskalsdistrikt i Malmöhus län, bildat när Sveriges indelning i landsfiskalsdistrikt trädde i kraft den 1 januari 1918, enligt beslut den 7 september 1917. Den 1 januari 1965 avskaffades i Sverige samtliga landsfiskaler och landsfiskalsdistrikt, och deras arbetsuppgifter delades upp på de nyskapade indelningarna polisdistrikt, åklagardistrikt och kronofogdedistrikt.
Landsfiskalsdistriktet låg under länsstyrelsen i Malmöhus län.

## Ingående områden
När Sveriges nya indelning i landsfiskalsdistrikt trädde i kraft den 1 oktober 1941 (enligt kungörelsen den 28 juni 1941) tillfördes kommunerna Risekatslösa och Södra Vram från det upplösta Billesholms landsfiskalsdistrikt. När Sveriges nya indelning i landsfiskalsdistrikt trädde i kraft den 1 januari 1952 (enligt kungörelsen 1 juni 1951) ändrades distriktets indelning dels genom kommunreformen 1952, dels genom införlivande av områden från närliggande distrikt.

### Från 1918
Luggude härad:
- Ekeby landskommun
- Halmstads landskommun
- Kågeröds landskommun
- Ottarps landskommun

### Från 1 oktober 1941
Luggude härad:
- Ekeby landskommun
- Halmstads landskommun
- Kågeröds landskommun
- Ottarps landskommun
- Risekatslösa landskommun
- Södra Vrams landskommun

### Från 1 januari 1952
- Billesholms landskommun
- Ekeby landskommun
- Kågeröds landskommun
- Vallåkra landskommun